# Choi Hee-seo
Choi Hee-seo (* 7. Januar 1987 in Seoul) ist eine südkoreanische Schauspielerin. Sie ist vor allem bekannt für die Rolle der Fumiko Kaneko in Anarchist from Colony (2017), für die sie vielfach ausgezeichnet wurde.

## Leben
Choi Hee-seo wurde am 7. Januar 1987 in der südkoreanischen Hauptstadt Seoul geboren, verbrachte ihre Kindheit aber in der japanischen Stadt Osaka, in der sie eine koreanische Grundschule besuchte. Dort kam sie bereits durch einen schulischen Theaterauftritt mit dem Schauspielern in Berührung. Die Mittelschule und High School besuchte sie in den Vereinigten Staaten. Danach kehrte sie nach Seoul zurück, wo sie an der Yonsei University Massenkommunikation und Italienische Sprache studierte. Zu dieser Zeit gehörte sie dem Drama-Klub der Universität an. 2008 absolvierte sie ein Auslandssemester an der University of California in Berkeley im Fach Performing Arts.
Sie kehrte nach Südkorea zurück und erhielt 2009 ihre erste Rolle in dem Sportfilm Lifting Kingkong. Danach spielte sie zunächst in einigen Kurzfilmen, Independentproduktionen und in einigen Fernsehserien mit. Sie versuchte sich auch im Regiestuhl für Kurzfilme und der Inszenierung eines eigenen Theaterstücks, konnte aber kaum für Aufmerksamkeit sorgen. Eines Tages entdeckte sie der Filmregisseur, Drehbuchautor und Produzent Shin Yeon-shik angeblich in der U-Bahn. Ihm fiel auf, wie sie täglich Skripte in der U-Bahn las. Eines Tages sprach er Choi an, sie solle ihm ihren Lebenslauf senden. Als er sah, dass sie fließend japanisch spricht, empfahl er sie Regisseur Lee Joon-ik für die Rolle einer Japanerin in ihrem nächsten gemeinsamen Film Dongju: The Portrait of a Poet. Sie hinterließ einen bleibenden Eindruck, weshalb Lee sie auch für die Rolle der Fumiko Kaneko in Anarchist from Colony (2017) engagierte. Dafür erhielt sie elf Preise, darunter den Daejong-Filmpreis in zwei Kategorien: Beste Darstellerin und Beste Nachwuchsdarstellerin.
Bong Joon-ho wurde durch Dongju ebenfalls auf sie aufmerksam und bedachte sie mit einer Nebenrolle in Okja (2017) als Übersetzerin. 2018 spielte sie die Hauptrolle in Our Body von Han Ka-ram, der auf dem Toronto International Film Festival 2018 seine Weltpremiere feierte. Weiterhin drehte Han Ka-ram zu Ehren des 100. Jubiläums des koreanischen Films einen Kurzfilm für die Reihe 100X100 mit dem Titel Yeoldaseot Hogeun (열다섯 혹은), in dem Choi ebenfalls die Hauptrolle spielt. Weiterhin tritt sie in Lee Joon-iks Kurzfilm Chumo (추모) auf.
Choi heiratete 2019.

## Filmografie

### Filme
- 2009: Lifting Kingkong (킹콩을 들다)
- 2010: Seoul, Lost (Kurzfilm)
- 2010: Tokyo, List (Kurzfilm)
- 2011: The Moon Stalker (Kurzfilm, Drehbuch und Regie)
- 2011: Heart Beats Knock Knock (Kurzfilm)
- 2012: Nan Jian Wan Zi (Kurzfilm, Regie)
- 2012: Project 577 (577 프로젝트)
- 2012: Mark’s Festival (Kurzfilm)
- 2013: The Embrace (Kurzfilm)
- 2013: It’s Time to Love
- 2014: Janus (야누스, Kurzfilm, Kameraführung)
- 2014: Tribute (Kurzfilm, Regie und Drehbuch)
- 2014: Pororo, the Snow Fairy Village Adventure (Kurzfilm, Stimme)
- 2014: One-minded (동心, Kurzfilm)
- 2014: Contact Point (Kurzfilm)
- 2015: Love Never Fails (사랑이 이긴다)
- 2016: Dongju: The Portrait of a Poet (동주)
- 2016: If You Were Me (시선 사이)
- 2016: How to Break up with My Cat (어떻게 헤어질까)
- 2017: Anarchist from Colony (박열)
- 2017: Okja (옥자)
- 2018: Our Body (아워 바디)
- 2019: Yeoldaseot Hogeun (열다섯 혹은, Kurzfilm)
- 2019: Chumo (추모, Kurzfilm)

### Fernsehserien
- 2018: Mistress (미스트리스)
- 2022: Yonder (욘더)
- 2024: Dongjae, the Good or the Bastard (좋거나 나쁜 동재)